# 波罗斯洛
波罗斯洛，是匈牙利赫维什州所辖的一个村。总面积109.04平方公里，总人口2742，人口密度25.1人/平方公里（2011年1月1日）。